# Anatomia răului politic
Anatomia răului politic este o carte scrisă de Adrian-Paul Iliescu în anul 2005. Această carte, conform cuvintelor autorului, este despre ură, dispreț și aversiune, „face o incizie în corpul mentalităților noastre, urmărind ravagiile produse de ură, dispreț și aversiune”. 